# Вуокса (озеро, южное)
Вуокса (фин. Vuoksi) — озеро на территории Красноозёрного и Ромашкинского сельских поселений Приозерского района Ленинградской области.

## Общие сведения
Площадь озера — 30,3 км², площадь водосборного бассейна — 64000 км². Располагается на высоте 7,5 метров над уровнем моря.
Форма озера лопастная, продолговатая: вытянуто с запада на восток. Озеро условно разделено на две практически равные части узким продливом. Берега каменисто-песчаные, преимущественно возвышенные, на северной стороне местами заболоченные.
С юго-западной стороны в озеро впадает река Булатная.
Через озеро протекает река Вуокса.
Код объекта в государственном водном реестре — 01040300211102000012073.